# Єнджейкі
Єнджейкі (пол. Jędrzejki, нім. Jendreyken) — село в Польщі, у гміні Каліново Елцького повіту Вармінсько-Мазурського воєводства.
Населення — 24 особи (2011).
У 1975-1998 роках село належало до Сувальського воєводства.

## Демографія
Демографічна структура станом на 31 березня 2011 року:
|          | Загалом | Допрацездатний вік | Працездатний вік | Постпрацездатний вік |
| -------- | ------- | ------------------ | ---------------- | -------------------- |
| Чоловіки | 17      | 5                  | 9                | 3                    |
| Жінки    | 7       | 0                  | 5                | 2                    |
| Разом    | 24      | 5                  | 14               | 5                    |